# Maulne
Die Maulne ist ein Fluss in Frankreich, der in den Regionen Centre-Val de Loire und Pays de la Loire verläuft. Sie entspringt im Gemeindegebiet von Courcelles-de-Touraine, entwässert generell in nordwestlicher Richtung und mündet nach rund 29 Kilometern an der Gemeindegrenze von La Chapelle-aux-Choux und Le Lude als linker Nebenfluss in den Loir. Auf ihrem Weg durchquert die Maulne die Départements Indre-et-Loire, Maine-et-Loire und Sarthe.

## Orte am Fluss
- Saint-Laurent-de-Lin
- Marcilly-sur-Maulne
- Braye-sur-Maulne